# James Wyatt
James Wyatt (Weeford, 3 agosto 1746 – Marlborough, 4 settembre 1813) è stato un architetto britannico.

## Biografia

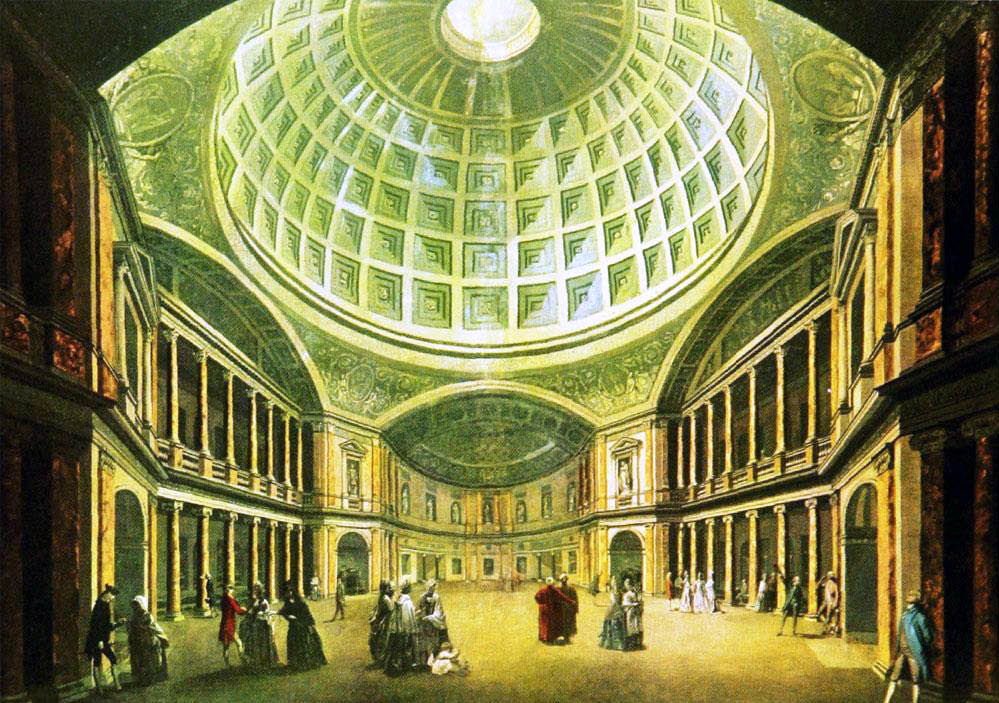
Pantheon in Oxford Street, distrutto

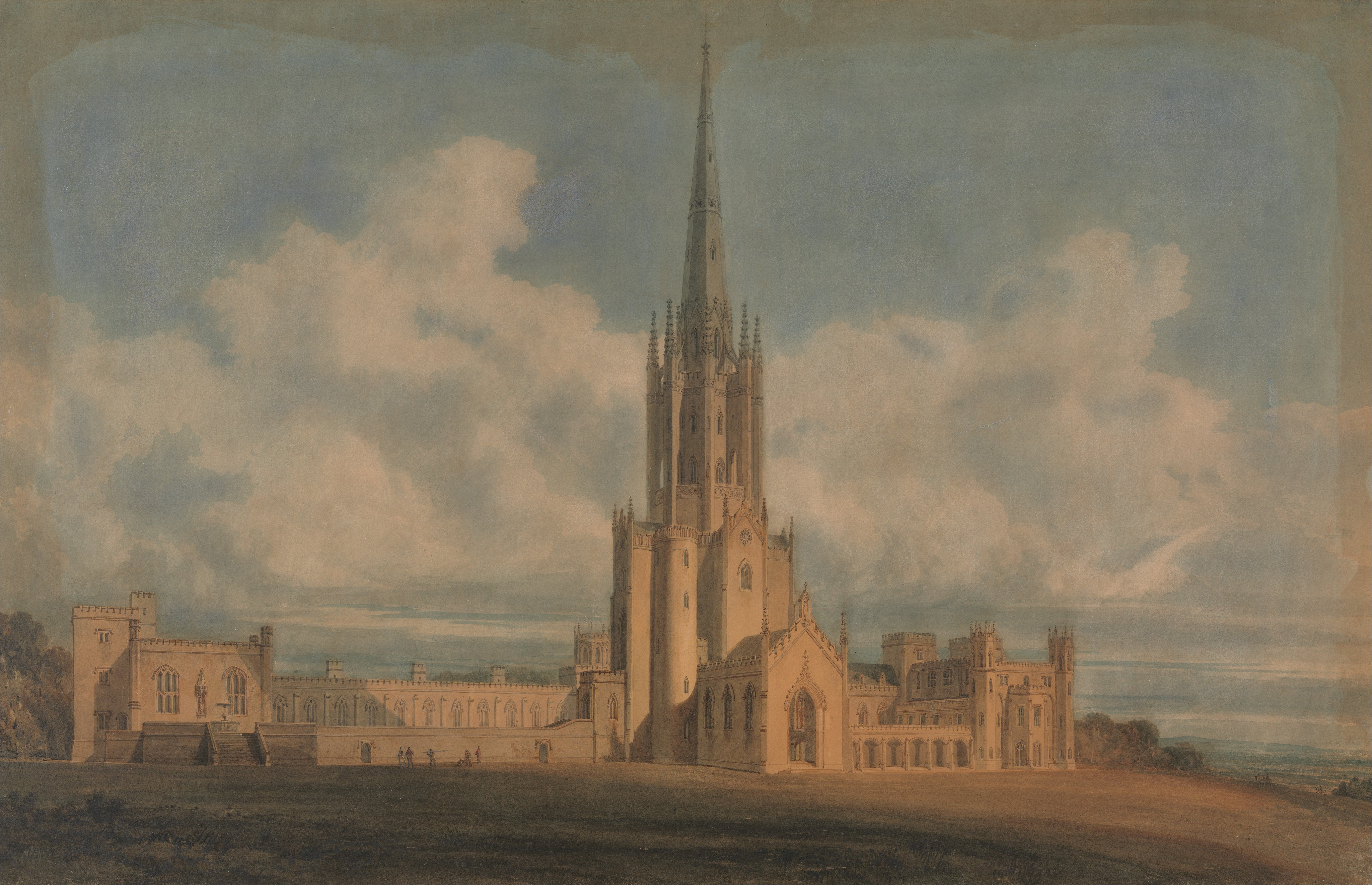
Progetto di Fonthill Abbey, distrutta

Nel 1762 giunse in Italia, dove soggiornò per sei anni, studiando a Venezia con Antonio Visentini.
Rientrato a Londra acquistò fama con il Pantheon di Oxford Street (1770, distrutto), un edificio destinato ai divertimenti che costituiva una singolare versione neoclassica della basilica di Santa Sofia di Istanbul.
In breve realizzò moltissime opere e divenne rivale dei fratelli Adam. Oltre che per i suoi contributi all'architettura neoclassica, è noto per le opere di stampo neogotico e per i restauri delle cattedrali inglesi.
La sua Fonthill Abbey (1796-1807, oggi distrutta), una residenza di campagna simile ad una abbazia, fu commissionata dall'eccentrico William Beckford: la dimora, che in origine avrebbe dovuto essere realizzata sotto forma di rovina, con tanto di resti di un chiostro, fu ampliata con la costruzione di una grande torre a pianta ottagonale, alta circa 85 metri, che però crollò nel 1825, pare a causa delle esili fondamenta che questa aveva.
Sempre di gusto medievale è la Broadway Tower (1797), una torre di 17 metri costruita a forma di castello.
Lavorò ai restauri della cattedrali di Salisbury, Durham e Hereford, con interventi assai consistenti che gli conferirono il soprannome di Wyatt il distruttore.
Nel 1796 successe a William Chambers come Surveyor-General.
Fu sepolto nell'abbazia di Westminster.